# Piz Chalchagn
Der Piz Chalchagn ([ˌpitstɕɐlˈtɕaɲ]ⓘ) ist ein 3154 m ü. M. hoher Berg in den Schweizer Alpen. 

## Lage
Er liegt in der Berninagruppe und bildet den Abschluss eines Gebirgskamms, der vom Piz Bernina nach Norden zieht und die Täler Val Roseg im Westen und Morteratschtal im Osten trennt. Im Norden endet der Kamm im Berninatal, wo der Nordrücken des Piz Chalchagn auf Pontresina zuläuft.